# 똠방각하
《똠방각하》는 MBC TV에서 1990년 4월 16일부터 6월 12일까지 방영된 문화방송 월화 미니시리즈로, 최기인의 동명 소설을 극화한 것이다.

## 방송 시간
| 방송 채널 | 방송 기간                         | 방송 시간                              |
| --------- | --------------------------------- | -------------------------------------- |
| MBC TV    | 1990년 4월 16일 ~ 1990년 4월 24일 | 매주 월·화요일 밤 9시 50분 ~ 10시 50분 |
| MBC TV    | 1990년 4월 30일 ~ 1990년 6월 12일 | 매주 월·화요일 밤 9시 55분 ~ 10시 55분 |

## 등장 인물
- 연규진 : 김덕수 역
- 신신애 : 박복녀 역
- 황신혜 : 류춘희 역
- 이영후 : 이풍전 역
- 박영지 : 정준환 역
- 변소정
- 박종관
- 윤순홍
- 이원재
- 김성찬
- 송기윤
- 이희도

- 김용선
- 김정하
- 차주옥
- 김찬구

## 참고 사항
- KS규격으로 제정된 완성형 코드(KS C 5601)가 ‘똠’ 자 등 한글로 표현할 수 없어 완성형 코드가 비판을 받았다.[1]
- 똠방 아내로 출연한 배우 신신애는 한쪽 눈만 사시로 만드는 기묘한 연기로 일약 스타덤에 오르며 데뷔 13년만에 빛을 보게 되었다.[2]